# Les Veys
Les Veys és un municipi francès situat al departament de la Manche i a la regió de Normandia. L'any 2007 tenia 425 habitants.

## Demografia

### Població
El 2007 la població de fet de Les Veys era de 425 persones. Hi havia 161 famílies de les quals 29 eren unipersonals (21 homes vivint sols i 8 dones vivint soles), 54 parelles sense fills, 66 parelles amb fills i 12 famílies monoparentals amb fills.
La població ha evolucionat segons el següent gràfic:
Habitants censats

### Habitatges
El 2007 hi havia 183 habitatges, 161 eren l'habitatge principal de la família, 7 eren segones residències i 14 estaven desocupats. 172 eren cases i 11 eren apartaments. Dels 161 habitatges principals, 139 estaven ocupats pels seus propietaris, 21 estaven llogats i ocupats pels llogaters i 2 estaven cedits a títol gratuït; 1 tenia una cambra, 4 en tenien dues, 16 en tenien tres, 34 en tenien quatre i 107 en tenien cinc o més. 119 habitatges disposaven pel capbaix d'una plaça de pàrquing. A 79 habitatges hi havia un automòbil i a 73 n'hi havia dos o més.

### Piràmide de població
La piràmide de població per edats i sexe el 2009 era:
| Homes | Edats   | Dones |
| ----- | ------- | ----- |
| 0     | 95 o +  | 0     |
| 0     | 90 a 94 | 4     |
| 0     | 85 a 89 | 0     |
| 0     | 80 a 84 | 0     |
| 12    | 75 a 79 | 12    |
| 16    | 70 a 74 | 4     |
| 12    | 65 a 69 | 16    |
| 4     | 60 a 64 | 16    |
| 4     | 55 a 59 | 8     |
| 8     | 50 a 54 | 16    |
| 24    | 45 a 49 | 8     |
| 16    | 40 a 44 | 12    |
| 8     | 35 a 39 | 8     |
| 12    | 30 a 34 | 8     |
| 4     | 25 a 29 | 12    |
| 8     | 20 a 24 | 0     |
| 12    | 15 a 19 | 16    |
| 0     | 10 a 14 | 16    |
| 8     | 5 a 9   | 12    |
| 12    | 0 a 4   | 4     |

## Economia
El 2007 la població en edat de treballar era de 262 persones, 204 eren actives i 58 eren inactives. De les 204 persones actives 192 estaven ocupades (109 homes i 83 dones) i 12 estaven aturades (5 homes i 7 dones). De les 58 persones inactives 21 estaven jubilades, 19 estaven estudiant i 18 estaven classificades com a «altres inactius».

### Ingressos
El 2009 a Les Veys hi havia 160 unitats fiscals que integraven 400 persones, la mediana anual d'ingressos fiscals per persona era de 16.913 €.

### Activitats econòmiques
Dels 17 establiments que hi havia el 2007, 2 eren d'empreses de construcció, 2 d'empreses de comerç i reparació d'automòbils, 1 d'una empresa de transport, 3 d'empreses d'hostatgeria i restauració, 4 d'empreses immobiliàries, 2 d'empreses de serveis, 1 d'una entitat de l'administració pública i 2 d'empreses classificades com a «altres activitats de serveis».
Dels 2 establiments de servei als particulars que hi havia el 2009, 1 era una funerària i 1 fusteria.
L'any 2000 a Les Veys hi havia 26 explotacions agrícoles que ocupaven un total de 1.185 hectàrees.

## Poblacions més properes
El següent diagrama mostra les poblacions més properes.